# Больвизер
«Больви́зер» (нем. Bolwieser) — двухсерийный телефильм режиссёра Райнера Вернера Фассбиндера, вышедший на экраны в 1977 году. Экранизация романа Оскара Марии Графа.

## Сюжет
Городок Вербург в Верхней Баварии в двадцатые годы. Начальник железнодорожной станции Ксавер Больвизер (Курт Рааб) женится на дочери владельца пивоварни Ханни (Элизабет Триссенар). Сексуально от неё зависимый, он беспрекословно подчиняется всем её приказам и раболепно исполняет все желания. Видимая гармония нарушается, когда Ханни заводит любовников — сначала бывшего одноклассника трактирщика Меркля (Бернхард Хельфрих), а затем парикмахера Шаффталера (Удо Кир), которых она использует и в деловых целях. Больвизер отказывается принимать реальность и даже дает ложные показания, чтобы оградить жену от кривотолков соседей. Когда Ханни бросает трактирщика и требует от него вернуть данные взаймы деньги, он подает на Больвизера в суд, и тот отправляется на четыре года за решетку. Выйдя из тюрьмы, он находит приют у паромщика (Герхард Цверенц) и, когда тот внезапно умирает, выполняет в итоге его работу.

## В ролях
- Курт Рааб — Ксавер Фердинанд Мария Больвизер, начальник станции
- Элизабет Триссенар — Ханни, его жена
- Бернхард Хельфрих — Франк Меркль, мясник и трактирщик
- Удо Кир — Шаффталер, парикмахер
- Фолькер Шпенглер — Мангст, секретарь
- Армин Майер — Шербер, аспирант
- Карл-Хайнц фон Хассель — Виндеггер
- Густль Байерхаммер — Найдхарт, отец Ханни